# Frères moraves
Les Frères moraves sont une dénomination protestante très ancienne puisqu'elle s'inspire de la prédication de Jan Hus, mort en 1415. Elle doit son nom au fait qu'une communauté a été créée en Saxe par des exilés chassés de Moravie par la persécution religieuse. Cette dénomination apparentée aux Frères tchèques est rassemblée dans la communion Unitas Fratrum (« unité des frères »). Très ancrée dans la piété individuelle, dénuée de toute hiérarchie, cette petite communauté de quelque 750 000 membres en 2015 est traditionnellement très active dans le domaine missionnaire et très attachée à l'expression musicale de la foi.

## Historique

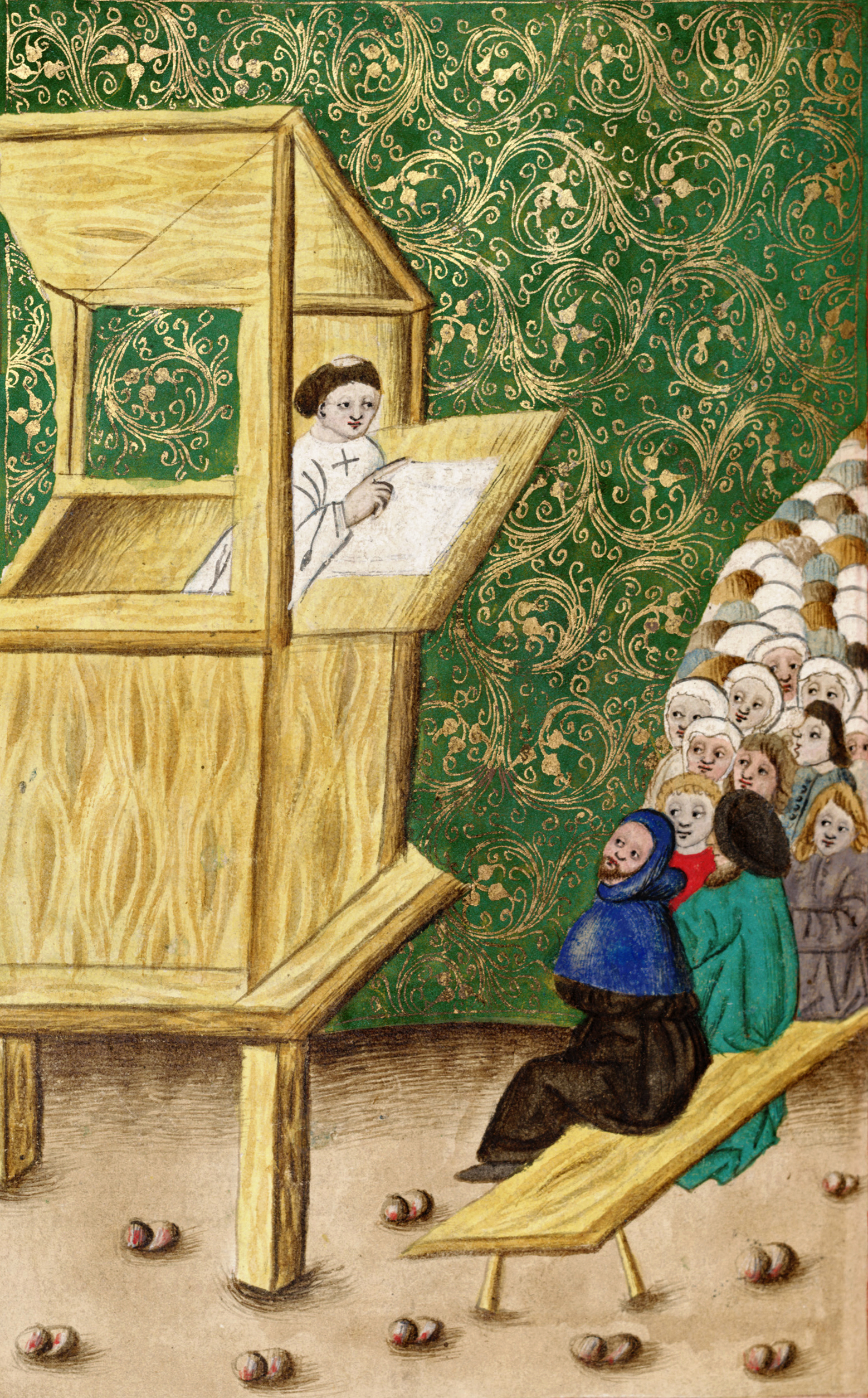
Jan Hus prêchant, manuscrit tchèque des années 1490.

À la suite de l’excommunication en 1412 et de la condamnation au bûcher en 1415 du réformateur Jan Hus, un mouvement prend naissance qui revendique la liberté de prêcher et qui s’oppose à la richesse du clergé. Lors de la Réforme, ce mouvement, l’Union des Frères ou Frères tchèques, se rallie au protestantisme. Mais après la révolte de Bohême qui se conclut en 1620 par la défaite des protestants à la bataille de la Montagne Blanche, l’Église hussite est persécutée en Moravie et doit opérer dans la dispersion et la clandestinité.
En 1722, le comte Nikolaus Ludwig von Zinzendorf (1700-1760) accueille un groupe de Frères moraves sur ses terres de Berthelsdorf en Saxe. Ceux-ci fondent alors un nouveau village qu'ils appellent Herrnhut (c'est-à-dire "protection divine" ou "protection du Seigneur"). Sous l'impulsion de Zinzendorf lui-même puis de son successeur August Gottlieb Spangenberg, cette communauté développe par la suite une très forte activité missionnaire, notamment au Groenland, en Afrique et parmi les esclaves des Antilles. Ils bâtissent ainsi l'Église morave Friedensfeld à Christiansted dans les Îles Vierges des États-Unis. Plus tard, des congrégations de cette Église s’installent aux États-Unis.
Cette Église développe sa propre doctrine, voulant retrouver la fraternité des premiers chrétiens. Ils élisent leur clergé et, conservant leurs propres évêques, rejettent la hiérarchie religieuse locale. Ils traduisent la Bible en langue vulgaire. Dans ce mouvement, on prône l’importance de l’éducation et l’on dénonce l’intolérance religieuse. Des écoles secondaires et supérieures de bon niveau sont créées dans toute l’Europe, notamment à Neuwied en Allemagne.
De 1494 à 1550, les Frères moraves sont divisés en deux partis, le « parti mineur » et le « parti majeur ». Les Frères du parti mineur sont considérés comme les premiers anti-trinitariens.

## Idées de l’Église morave
Selon l'évêque morave britannique Clarence H. Shawe, cinq idées caractérisent l'Église morave :
- la simplicité, qui consiste à se focaliser sur les éléments essentiels de la foi et à ne pas s'engager dans les subtilités de la définition doctrinale. De cette simplicité découlent des qualités secondaires d'authenticité et de praticité.
- le bonheur, qui est la réponse naturelle et spontanée au don gratuit et gracieux du salut par Dieu.
- la discrétion est basée sur la croyance que Dieu s'appuie sur la diversité des églises chrétiennes pour répondre à différents besoins spirituels. Il n'est donc pas nécessaire de chercher à « convertir » des chrétiens appartenant à d'autres églises. La source de l'unité chrétienne n'est pas extérieure, mais intérieure, dans la relation de chacun avec le Sauveur.
- la fraternité est basée sur cette relation de cœur. Comme l'écrit Shawe, « la fraternité [à l'époque de Zinzendorf] signifiait non seulement un pont entre les différences théologiques mais aussi les différences sociales; l'artisan et l'aristocrate étaient réunis en frères et siégeaient en tant que membres égaux dans le même comité ».
- l'esprit de service implique une attitude de service joyeux, dans l’Église mais aussi et surtout au service du monde « pour l'extension du Royaume de Dieu ». Historiquement, cela s'est traduit par de fortes contributions dans le travail éducatif et surtout dans le travail missionnaire.

## Galerie

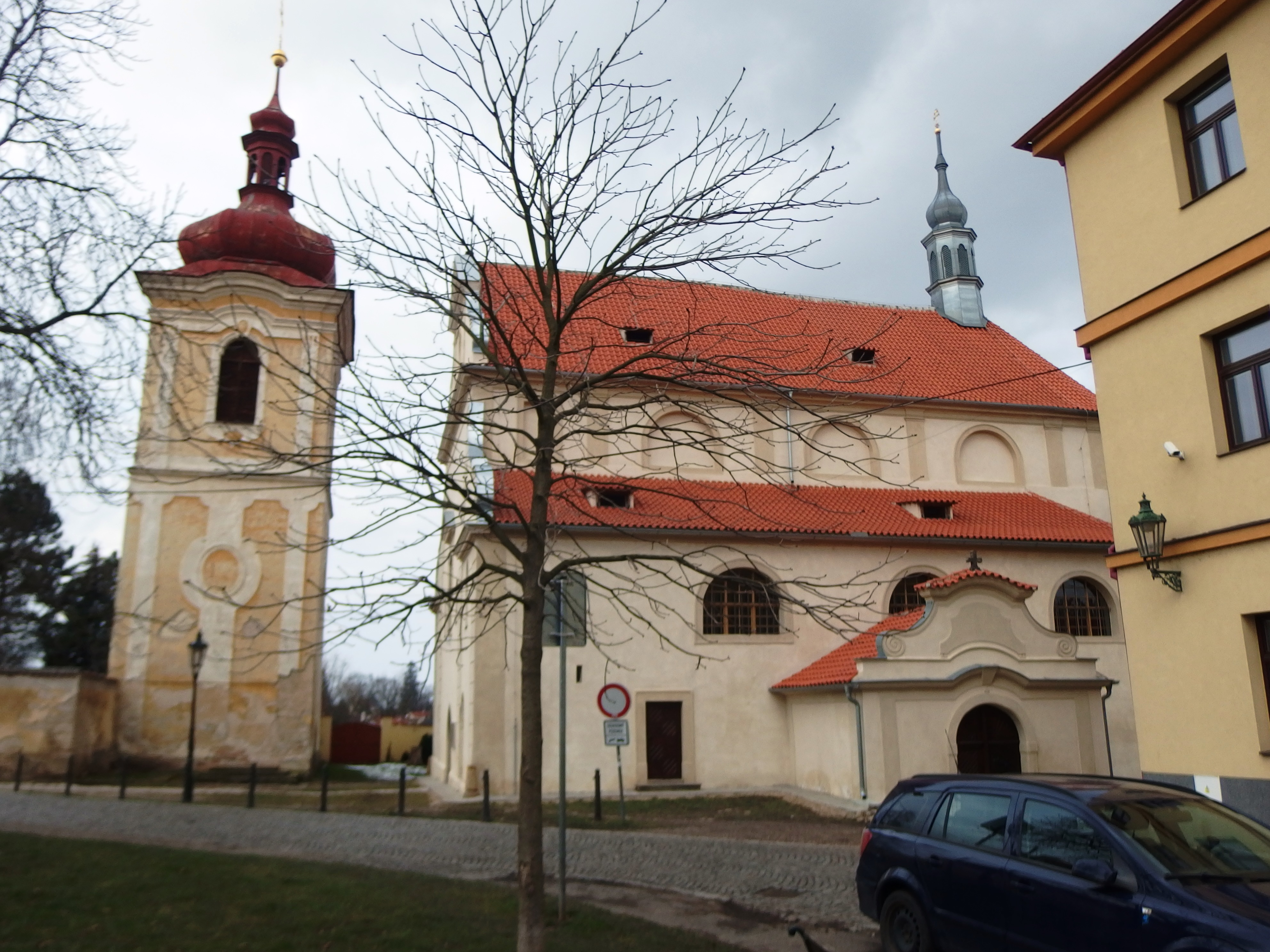
Église à Brandýs nad Labem près de Prague
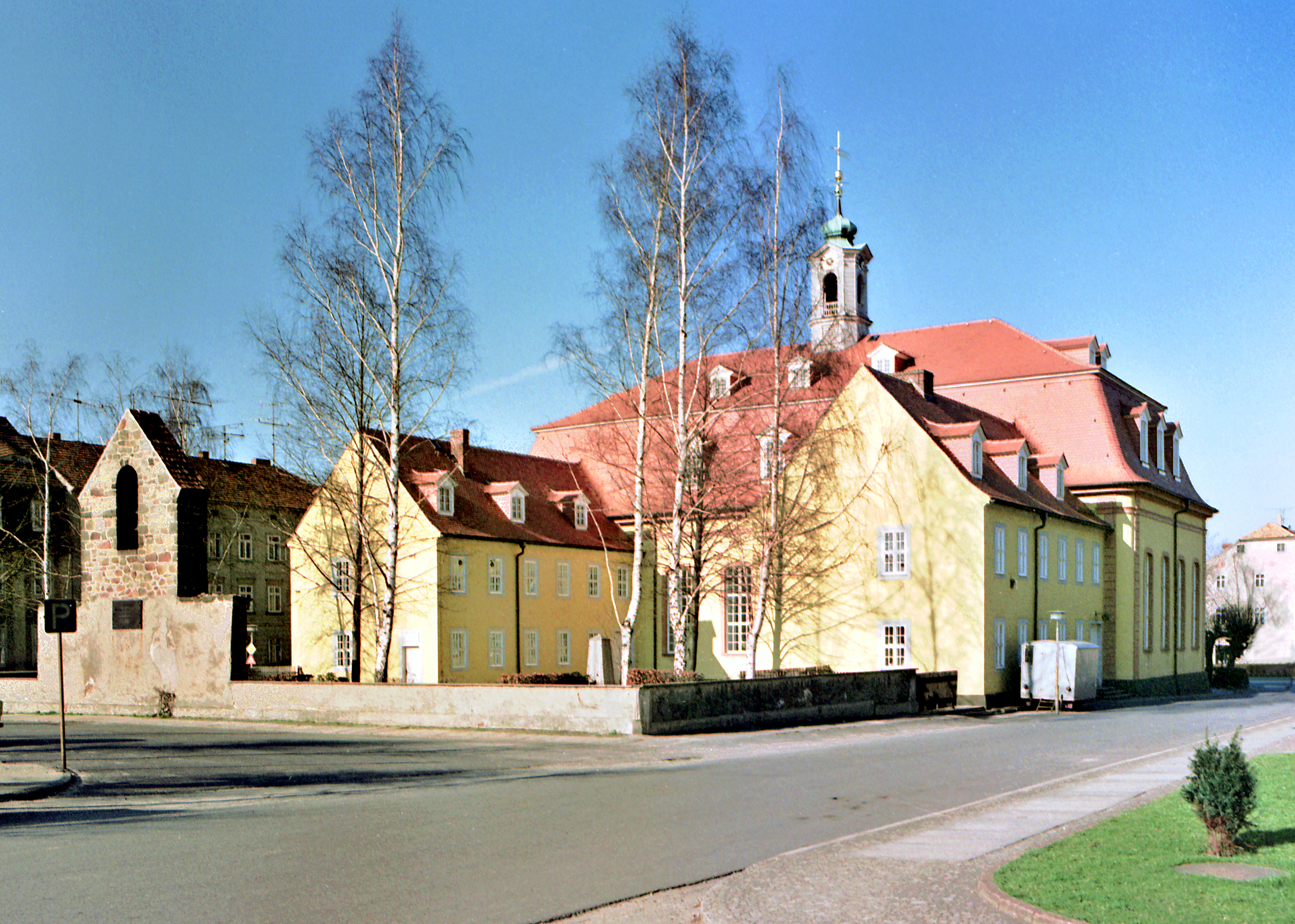
Église à Herrnhut
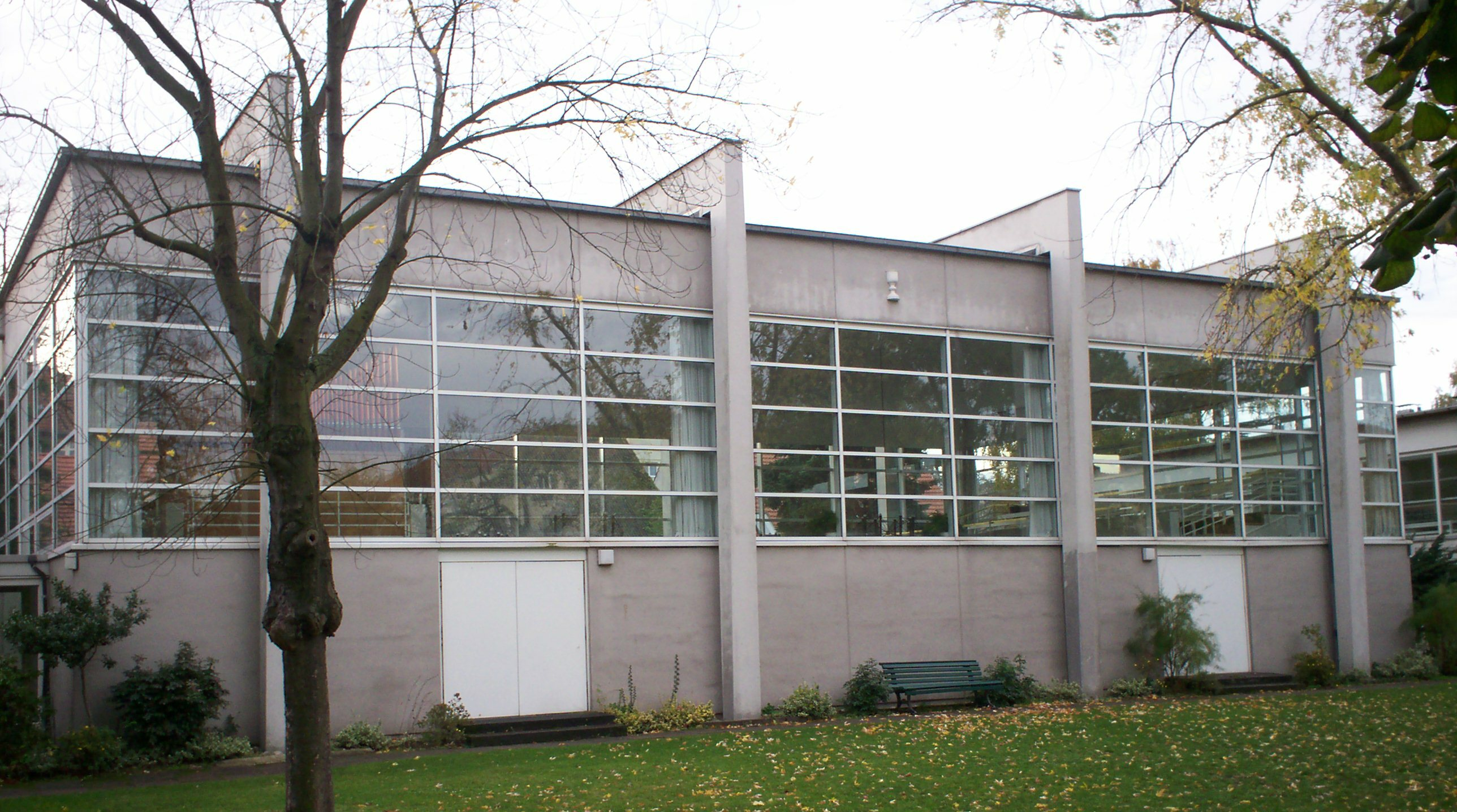
Église à Berlin
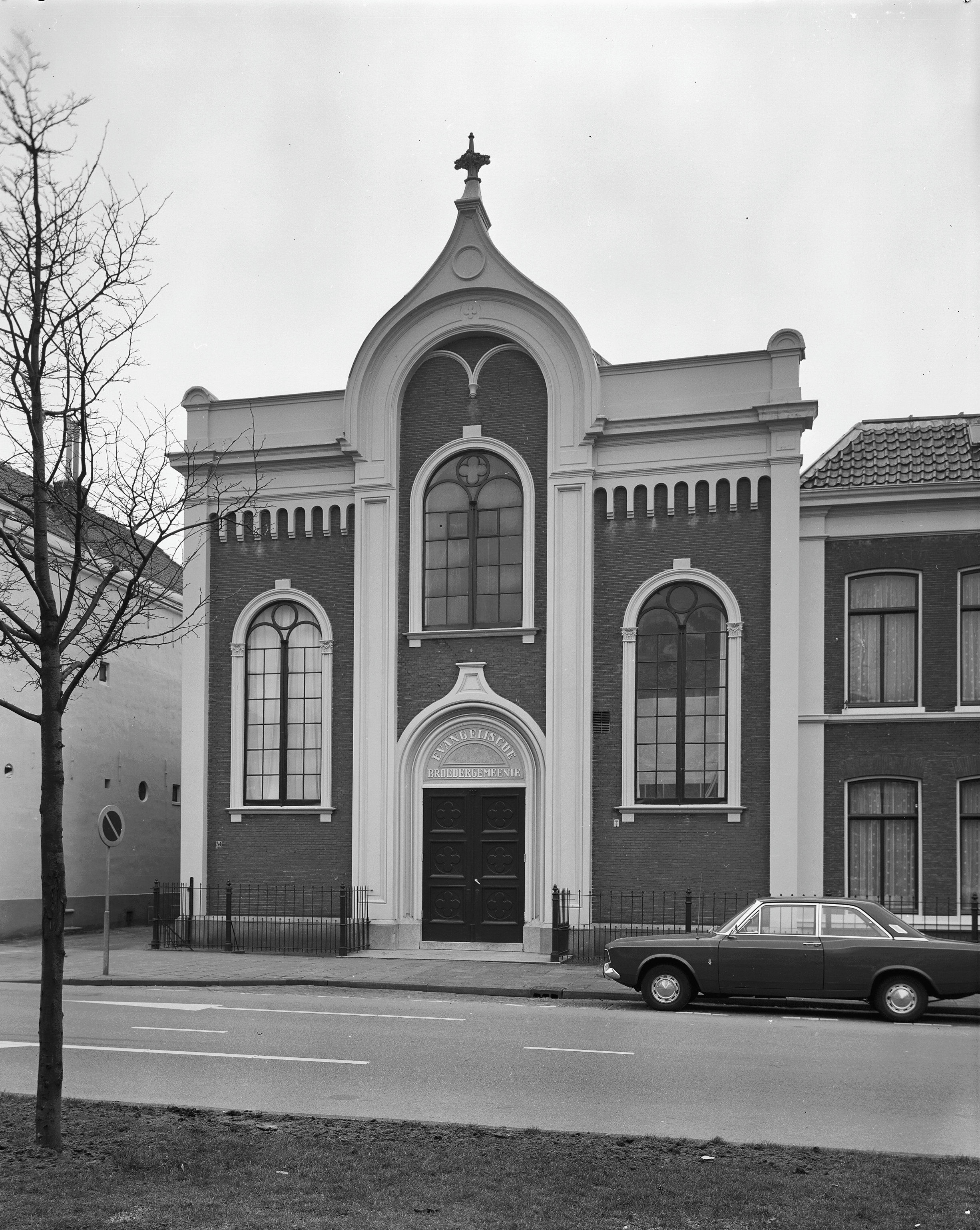
Église à Haarlem
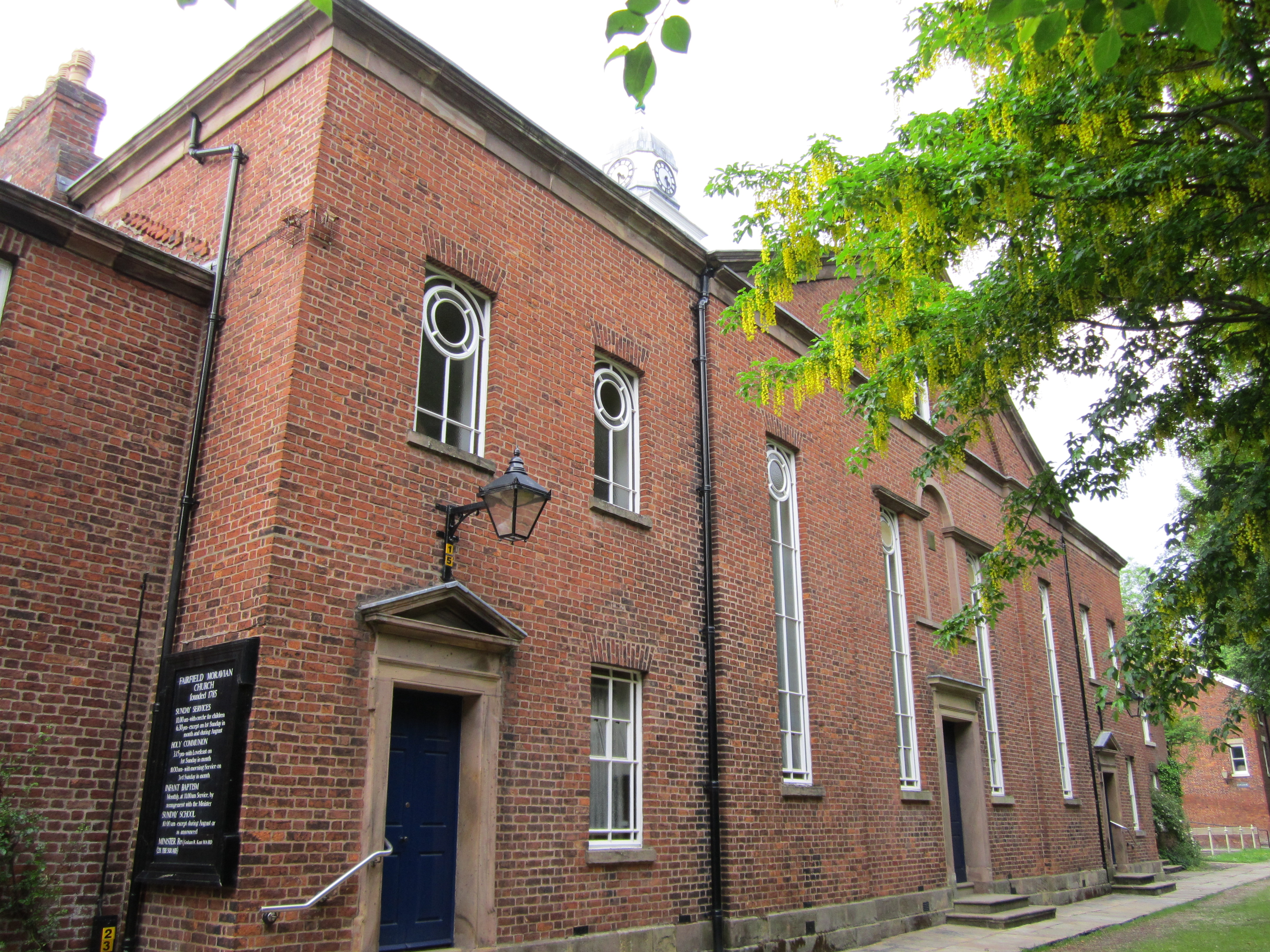
Église proche de Manchester
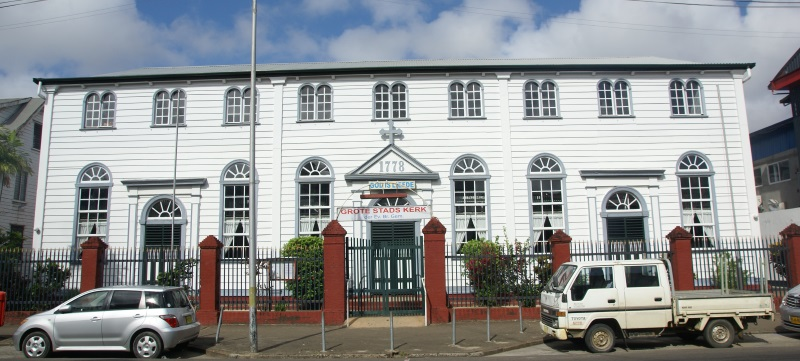
Église au Suriname
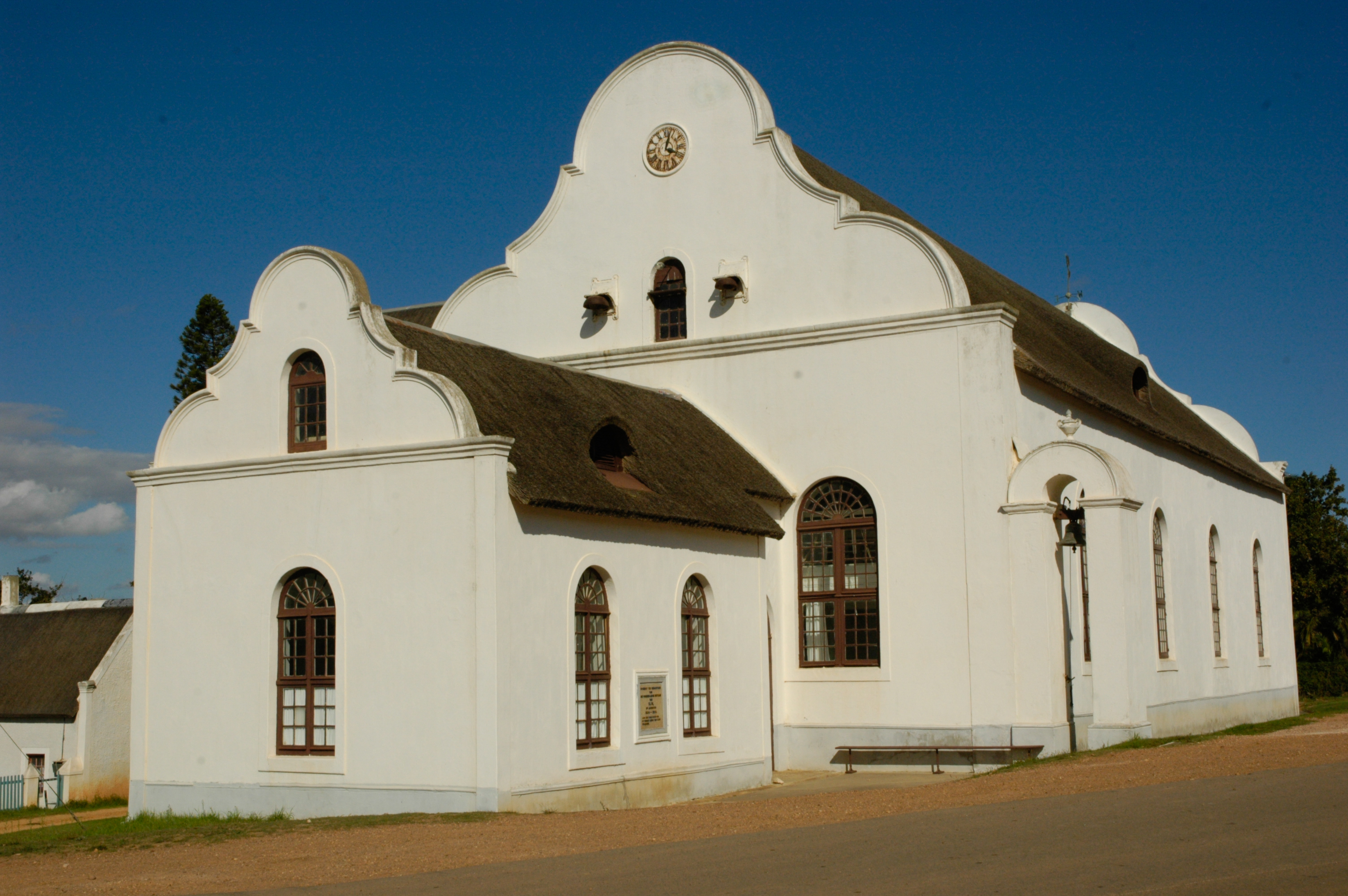
Église en Afrique du Sud
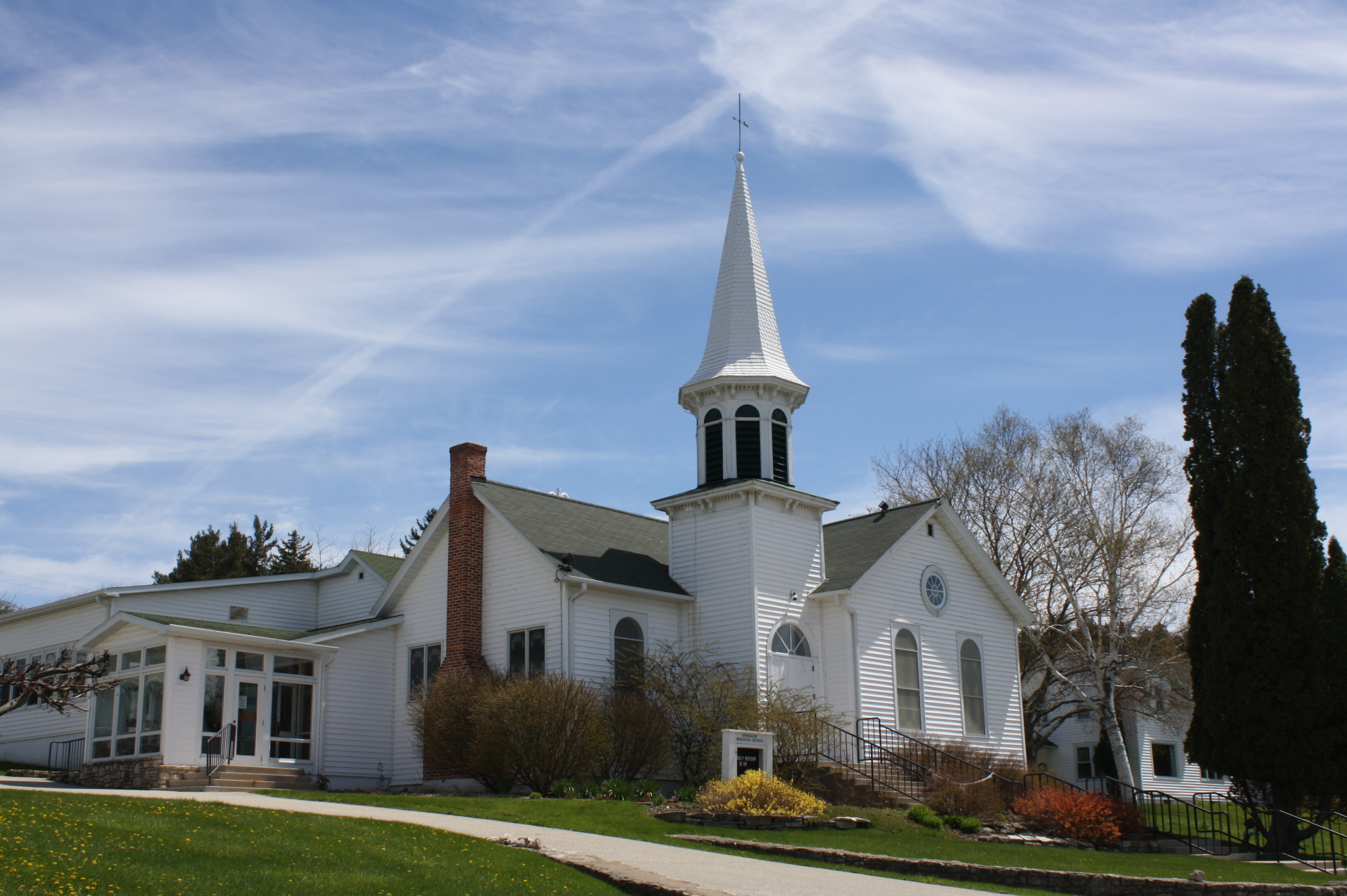
Église dans le Wisconsin
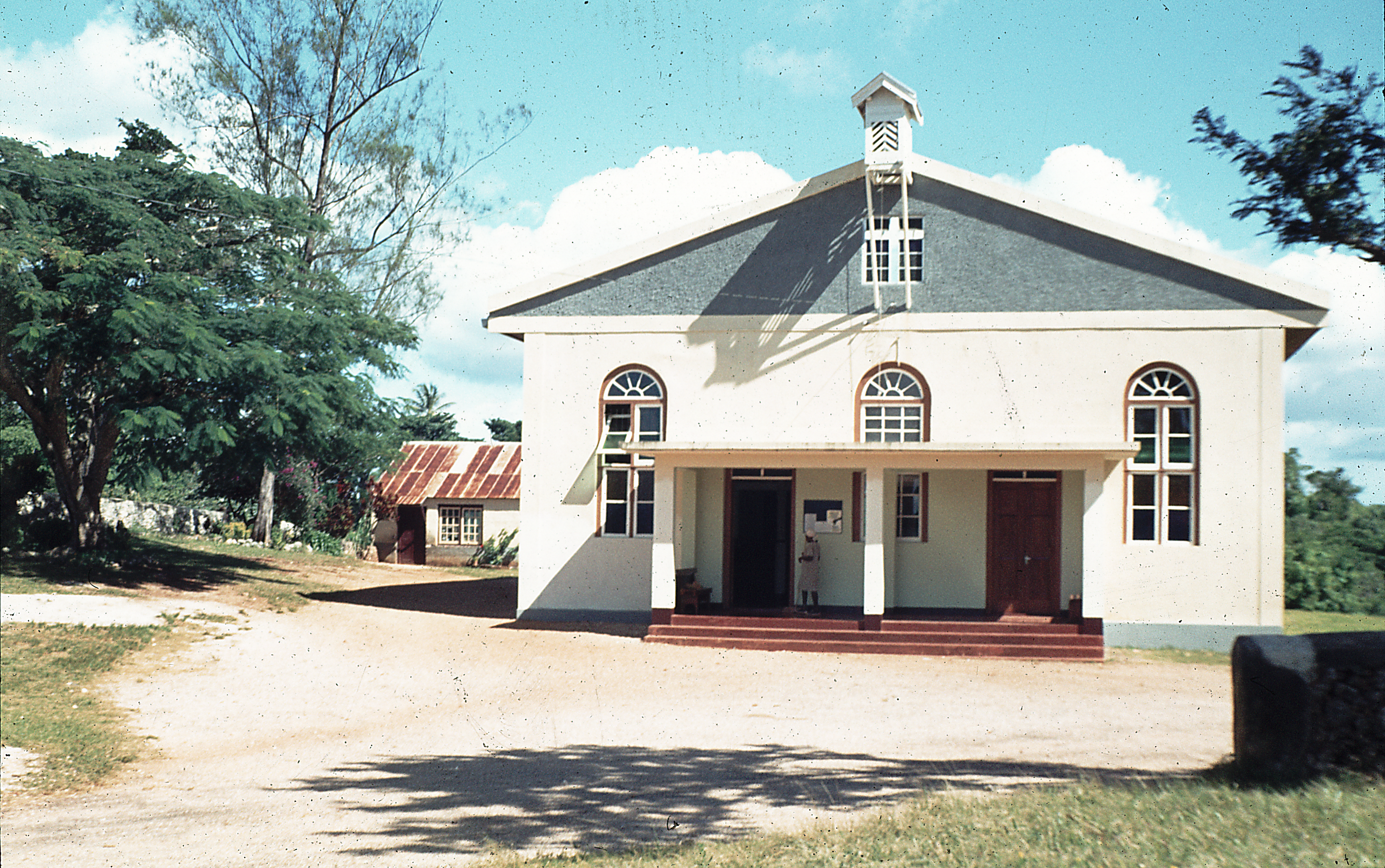
Église en Jamaïque

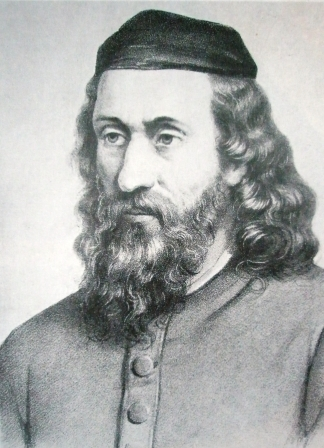
Jan Roh +1547
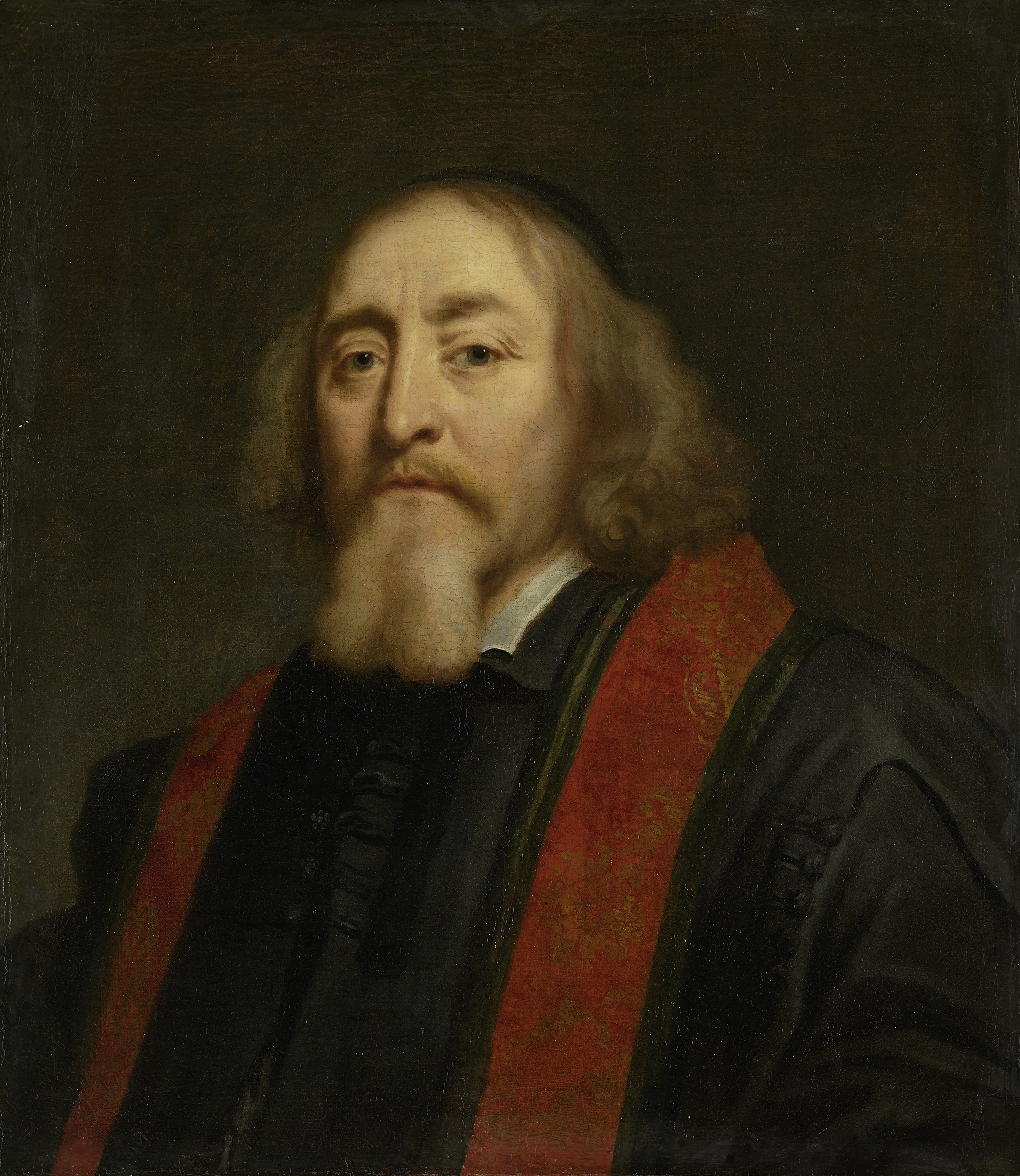
Comenius 1592-1670
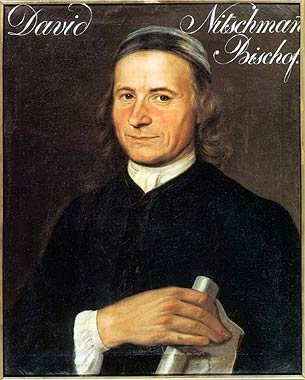
Nitschmann (de) 1695-1772
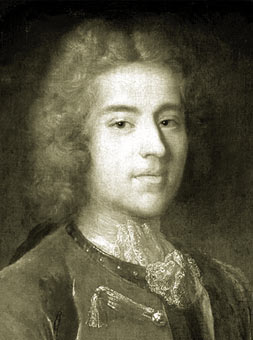
Zinzendorf 1700-1760
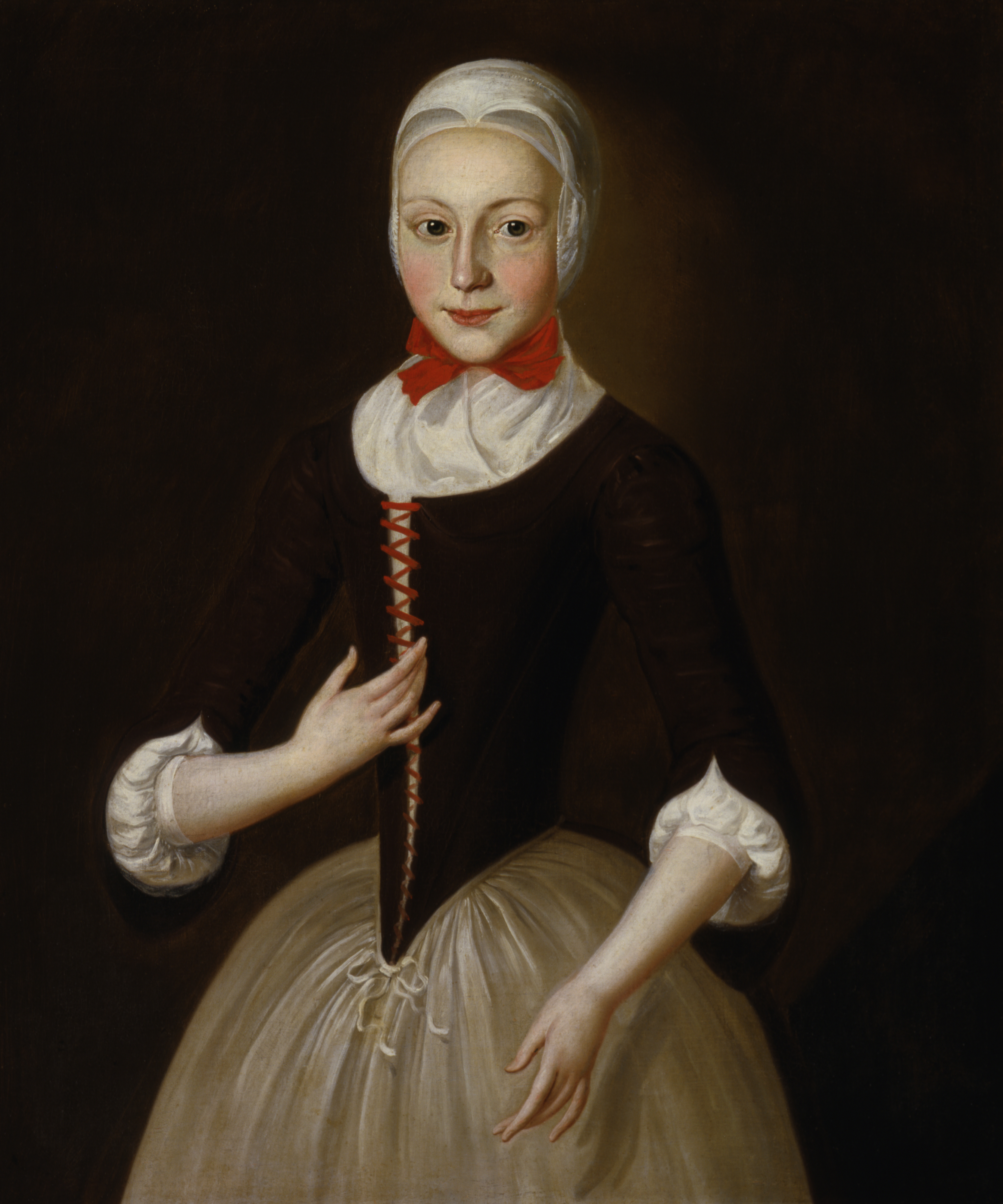
Jeune morave (1750s)
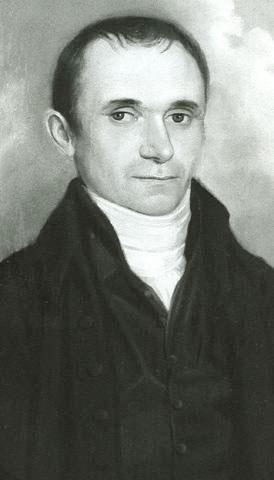
Bechler (de) 1784-1857
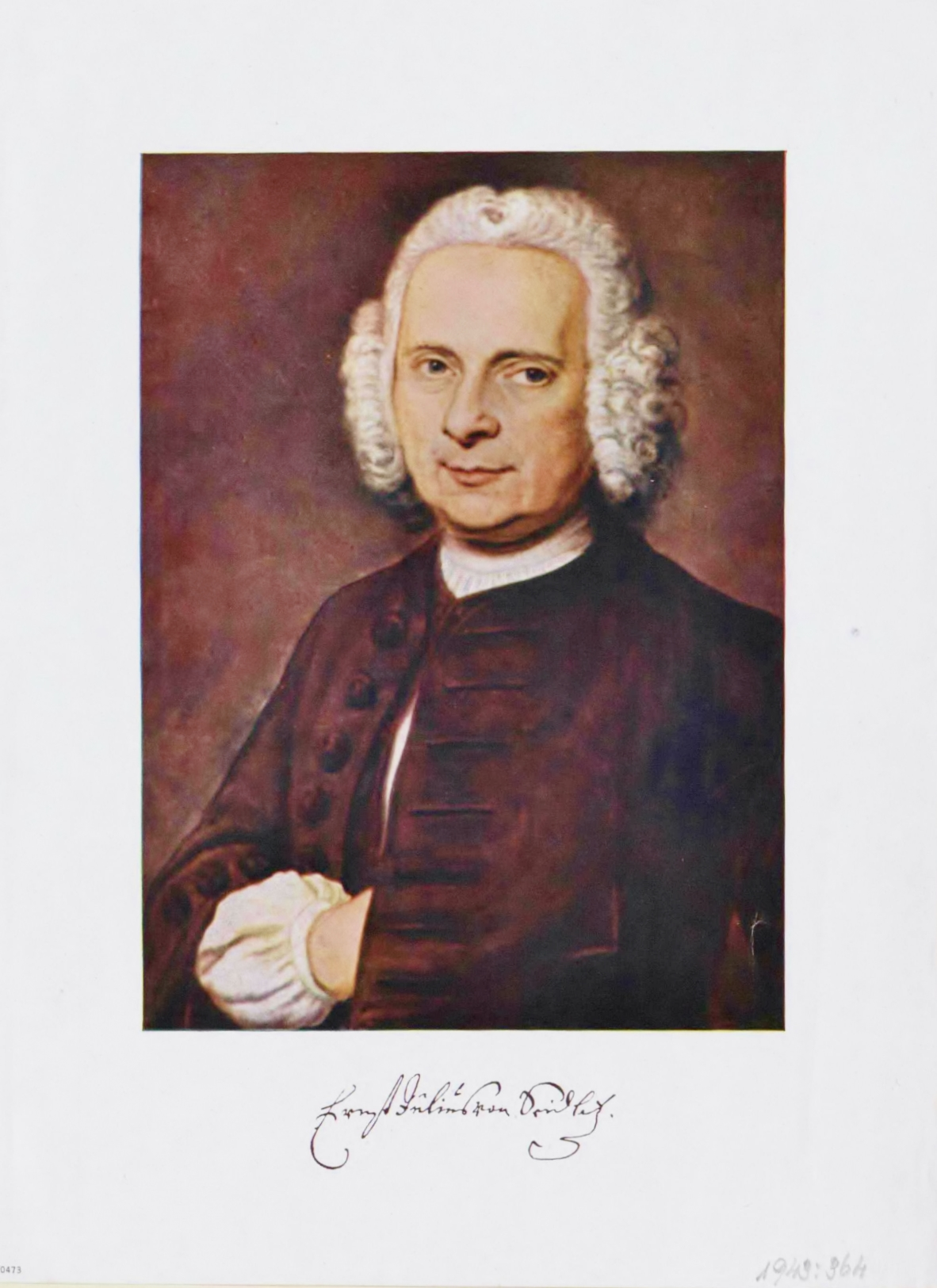
Ernst Julius von Seidlitz (1695-1766) à Gnadenfrei en Silésie